# Haris Brkić
Haris Brkić (Sarajevo, 24. srpnja 1974., - Beograd, 15. prosinca 2000.), košarkaš iz Bosne i Hercegovine. 
Košarkom se počeo baviti u sarajevskoj Bosni s deset godina. U Partizan je došao 1992. godine. Poslije posudbe čačanskom Borcu, od sezone 1993./1994. nastupao je za prvi tim Partizana.
U narednih šest sezona s velikim uspjehom igrao je za Partizan, s kojim je osvojio tri titule prvaka države i tri nacionalna Kupa. U sezoni 1997./1998., s Partizanom je nastupao na Final fouru Eurolige u Barceloni. 
S mladom reprezentacijom SR Jugoslavije osvojio je brončanu medalju na Europskom prvenstvu u Turskoj 1996. godine, a bio je i povremeni član seniorskog državnog tima.
U sezoni 1999./2000. igrao je u podgoričkoj Budućnosti, s kojom je osvojio još jednu titulu prvaka Jugoslavije, a krajem 2000. godine, ponovo se vratio u Partizan. Poslije povratka odigrao je još tri službene utakmice u "crno-bijelom" dresu, prije nego što je ubijen.
U znak sjećanja na Harisa Brkića, klubovi za koje je nastupao, Bosna, Partizan i Budućnost svakog ljeta organiziraju Memorijalni turnir.